# Pusher (film, 1996)
 (septembre 2021).
Pour les articles homonymes, voir Pusher.
Série Pusher
Pusher 2 : Du sang sur les mains
(2004)
Pour plus de détails, voir Fiche technique et Distribution.
Pusher est un film danois réalisé par Nicolas Winding Refn, sorti en 1996.
Premier long métrage du cinéaste et de la trilogie homonyme, Pusher lui a permis de se faire connaître au Danemark, ainsi que dans d'autres pays d'Europe, et en dehors du continent. Ayant connu un grand succès national, il est maintenant considéré comme un « film culte ».

## Synopsis
L'histoire se déroule à Copenhague et a comme protagoniste Frank (Kim Bodnia), un « pusher » (dealer, vendeur de drogue) fréquentant le milieu de la petite pègre danoise. Il passe le plus clair de son temps avec Tonny (Mads Mikkelsen), son associé, et Vic (Laura Drasbæk), une prostituée qui lui cache la drogue qu'il doit revendre. Frank va voir des connaissances avec Tonny pour leur vendre de l'héroïne, mais ils ne réussissent à en tirer qu'une partie. Ils rendent ensuite visite à Vic, qui veut être payée deux fois plus pour les risques qu'elle prend à faire la mule. Ils acceptent.
Frank est ensuite contacté par Hasse (Peter Andersson), son ancien co-détenu suédois, qui a entendu parler de la drogue de Frank et cherche à en acheter. Frank rend visite à son fournisseur Milo (Zlatko Burić), le baron de la drogue local d'origine serbe, pour obtenir l'héroïne. Ayant une dette de 50 000 couronnes envers Milo, Frank ne peut pas acheter l'héroïne. Mais Milo lui permet tout de même de la vendre, à condition qu'il revienne immédiatement avec l'argent. Il propose à Hasse de lui vendre la drogue 180 000 couronnes. Hasse accepte.
Pendant la transaction, la police arrive. Poursuivi par les policiers, Frank vide et jette le sac d'héroïne dans un lac. Au poste, les policiers annoncent à Frank que Tonny l'a balancé, mais Frank refuse toujours de dire quoi que ce soit. Sans preuves matérielles contre lui, Frank est libéré 24 heures plus tard, au terme de sa garde à vue. Il va voir Milo pour lui expliquer comment il a perdu l'argent et l'héroïne. Milo pense que Frank ment ; il décrète qu'il lui doit désormais 230 000 couronnes. Frank — rancunier à la suite de la trahison de Tonny — le retrouve dans un bar, lui casse un verre sur le crâne et le bat sauvagement avec une batte de baseball.
L'homme de main de Milo, Radovan (Slavko Labović (da)), accompagne Frank pour l'aider à retrouver les gens qui lui doivent de l'argent. Frank et Radovan ont une conversation plutôt cordiale et Radovan lui partage son secret, celui d'ouvrir un restaurant. Radovan et Frank vont voir un client toxicomane de Frank (Thomas Bo Larsen), qui a une dette de 50 000 couronnes envers lui. Radovan lui donne un fusil de chasse pour qu'il aille braquer une banque et payer sa dette envers Frank, mais il met le fusil dans sa bouche et se suicide devant eux. Alors que Frank fait d'autres tentatives désastreuses pour gagner de l'argent, Vic insiste de plus en plus pour qu'ils se comportent comme un couple, mais Frank préfère garder une relation professionnelle. Il l'emmène dans plusieurs boîtes de nuit et prévoit de la conduire chez le vétérinaire pour voir son chien malade.
Frank conclut finalement un marché, mais la femme qui lui achète la drogue qu'il doit revendre le trahit et échange l'héroïne contre du bicarbonate de sodium. Radovan abandonne son attitude clémente et amicale, menaçant Frank s'il ne paie pas bientôt. Volant de l'argent et de la drogue à un bodybuilder, Frank se déchaîne désespérément. Il est rapidement récupéré par Radovan et son cousin, qui torturent Frank. Frank, qui s'apprêtait à se faire couper les doigts, parvient à récupérer son pistolet que le cousin de Radovan lui avait pris, tirant sur la cuisse de ce dernier. Il prévoit de partir en Espagne avec Vic. Après être allé dans une boîte de nuit pour vendre de la drogue qu'il lui permettrait de fuir le pays, Frank reçoit un appel de Milo, qui lui promet d'accepter un paiement symbolique. Lorsque Frank dit à Vic que le plan de fuite pour l'Espagne est annulé, elle vole son argent et s'enfuit.
Le film se termine sur le plan du visage de Frank, qui imagine Radovan en train de préparer les ressources nécessaires pour l'éliminer, alors que Vic s'est échappée via le taxi qui les a ramenés en boîte de nuit.

## Fiche technique
- Titre original et français : Pusher
- Réalisation : Nicolas Winding Refn
- Scénario : Nicolas Winding Refn et Jens Dahl
- Décors : Kim Lovetand Julebæk
- Costumes : Loa Miller
- Photographie : Morten Søborg
- Montage : Anne Østerud
- Budget : 6 millions de couronnes danoisesDKK[1]
- Pays d’origine :  Danemark
- Langue originale : danois, suédois, serbo-croate
- Format : couleur — 35 mm
- Genre : Film criminel
- Durée : 105 minutes[2]
- Dates de sortie :
  -  Danemark : 30 août 1996
  -  France : 28 juin 2006[3]
- Public : Interdit aux moins de 16 ans en  France.

## Distribution
- Kim Bodnia (VF : Cyrille Monge) : Frank
- Zlatko Burić (VF : Paul Borne) : Milo
- Laura Drasbæk (VF : Delphine Rivière) : Vic
- Slavko Labović (da) (VF : Bruno Magne): Radovan
- Mads Mikkelsen (VF : Jean-Michel Fête) : Tonny
- Peter Andersson : Hasse
- Vanja Bajicic : Branko
- Lisbeth Rasmussen : Rita
- Levino Jensen (da) : Mike
- Thomas Bo Larsen : Un toxicomane
- Nicolas Winding Refn : Brian

## Production

### Développement
Nicolas Winding Refn a été admis à l'école de cinéma danoise en 1992, mais l'a quittée un mois avant le début du semestre. En 1995, il réalise et interprète un court métrage intitulé Pusher. À la suite d'une diffusion sur la petite chaîne de télévision locale TV STOP (da), des producteurs ont été  convaincus d'en faire un long métrage. Refn a écrit le scénario avec Jens Dahl qui était encore étudiant à l'école de cinéma. Les principales inspirations pour le film étaient : La Bataille d'Alger (1966), French Connection (1971), Mean Streets (1973), Meurtre d'un bookmaker chinois (1976) et Cannibal Holocaust (1980).

### Tournage
Lors des premières répétitions, Refn n'était pas convaincu par l'acteur qui interprétait Frank, le trouvant placide et ennuyeux. Refn a donc licencié l'acteur deux semaines avant le tournage. Il s'est alors tourné vers Kim Bodnia, qui avait auparavant fait ses preuves en tant qu'acteur (Le Veilleur de nuit).
Bodnia a apporté un degré d'intensité et d'agressivité au film auxquels certains acteurs n'étaient pas préparés. Refn a confirmé que certains comédiens étaient surpris par l'interprétation de Bodnia ; ces derniers n'ayant pas joué ou même répété avec lui étaient surpris de son fort tempérament.
Slavko Labović (da), l'interprète de Radovan, était une connaissance du chef de guerre serbe Željko Ražnatović. Labović a offert une affiche de Ražnatović à Refn. Cette dernière peut être visible dans la cafétéria de Milo. Zlatko Burić, l'interprète de Milo, est en réalité un Croate, et Refn était inquiet que le conflit serbo-croate, concomitant au tournage, nuise aux relations entre les comédiens, mais ces événements n'ont pas posé de problème.
Le film a été tourné selon les règles du syndicat danois qui ne permettaient pas plus de 8 heures de tournage par jour et aucun tournage le week-end. Les règles, combinées au coût élevé des permis de tournage, ont entrainé des pertes de temps et de budget. Le film a été entièrement tourné à l'aide de caméras portatives, Refn voulant que Pusher fasse à la fois documentaire et réaliste. Cela a causé des problèmes de temps de tournage et Refn voulait garder le film sombre. Les acteurs sont souvent rétroéclairés ou difficiles à voir en raison des faibles niveaux d'éclairages utilisés.

### Bande-son
Le punk rockeur Peter Peter et le compositeur Povl Kristian ont formé temporairement le groupe The Prisoner pour faire la bande-son du film. Peter jouant de la guitare et Kristian du clavier. Bien que Povl ne soit pas impliqué dans les suites, la musique Pusher Theme, thème principal de la trilogie composée avec Peter, est utilisée dans Pusher 2 : Du sang sur les mains et Pusher 3 : L'Ange de la mort.
| No  | Titre                   | Groupe       | Durée |
| --- | ----------------------- | ------------ | ----- |
| 1.  | Pusher Theme            | The Prisoner | 1:48  |
| 2.  | Summers Got The Color   | The Prisoner | 4:42  |
| 3.  | Street Rat              | The Prisoner | 1:44  |
| 4.  | 8-Bit Kid               | KAT-D        | 2:06  |
| 5.  | Super-Charger Heaven    | White Zombie | 3:41  |
| 6.  | Jeg Skal Oe Ved Arresoe | Bleeder      | 3:25  |
| 7.  | Unhole                  | The Prisoner | 1:44  |
| 8.  | For a While             | Kyed         | 4:13  |
| 9.  | Beautiful Day           | Kyed         | 3:23  |
| 10. | Into The Sun            | The Prisoner | 1:06  |
| 11. | Air Guitar              | The Prisoner | 3:13  |
| 12. | Fuel On                 | Koxbox       | 9:25  |
| 13. | Ambivalentino           | Koxbox       | 4:03  |
| 14. | Midnight at the end     | Koxbox       | 1:56  |
| 15. | Knucklehead             | Bleeder      | 2:47  |